# Clive Burr
Clive Ronald Burr (Londres, 8 de marzo de 1957 - Londres, 12 de marzo de 2013) fue un baterista de origen inglés, más conocido por su trabajo con la banda de heavy metal británica Iron Maiden, con la cual grabó sus primeros tres álbumes de estudio.

## Carrera

### Inicios
Tras haber militado en Samson, banda que también contaba entre sus filas a Bruce Dickinson, posterior vocalista de Iron Maiden, Clive Burr se unió a Maiden en 1979 para colaborar en sus tres primeros álbumes: Iron Maiden, Killers y The Number of the Beast. Abandonó la agrupación en 1982 por problemas personales e incompatibilidad de agenda con las giras. Fue reemplazado por el baterista Nicko McBrain.
Luego de renunciar a Iron Maiden, se unió a Alcatrazz, la banda de Graham Bonnet. Sin embargo, pronto dejó la banda debido al asentamiento de esta en EE. UU. Ya fuera de Alcatrazz, se unió a la banda francesa Trust, sustituyendo a Nicko McBrain para la grabación del álbum "Trust IV", y también colaboró en el proyecto Gogmagog junto a otros famosos artistas de la New Wave of British Heavy Metal, como el guitarrista Pete Willis, ex Def Leppard. También formó la banda Clive Burr's Escape -junto a varios ex Praying Mantis-, que luego fue rebautizada simplemente Escape. Con este proyecto grabó únicamente demos (disponibles en la recopilación "Demorabilia" de Praying Mantis. A continuación, Escape pasó a llamarse "Stratus", nombre bajo el cual lanzaron un único álbum titulado Throwing Shapes, con escaso éxito. Tras ello, la banda optó por emprender caminos separados. Clive se unió entonces a Dee Snider (vocalista de Twisted Sister) en Desperado, aunque esta colaboración nunca dio frutos debido a una ruptura con la compañía encargada de la grabación. Más tarde actuó con las bandas británicas Elixir y Praying Mantis, grabando con esta última el álbum "Captured Alive in Tokyo City" al ocupar la plaza vacante de Bruce Bisland, quien se encontraba de gira con Andy Scott's Sweet. Apareció en el videoclip para "Don't Be Afraid of the Dark", de Praying Mantis pese a que la línea de batería no fue interpretada por Burr. La opinión general lo considera uno de los grandes bateristas de la historia del Rock.

### Enfermedad
En 1994, Burr fue diagnosticado con esclerosis múltiple, y el tratamiento le dejó sumido en una cuantiosa deuda. Iron Maiden dedicó entonces una serie de conciertos benéficos a la vez que se fundaba el Clive Burr MS Trust Fund para aliviar sus problemas financieros. Además, una serie de bandas tributo a Iron Maiden actuaron en los espectáculos denominados Clive Aid (este nombre, una variación del célebre Concierto Live Aid en ayuda a África), como muestra de apoyo al baterista. Clive normalmente asistía a dichos festivales en agradecimiento por la labor humanitaria en su favor.
Burr falleció en su hogar en Londres el 12 de marzo de 2013, producto de complicaciones derivadas de su enfermedad. Tenía 56 años.

## Discografía con Iron Maiden
- Iron Maiden (1980)
- Killers (1981)
- The Number of the Beast (1982)